# 野村専太郎
野村 専太郎（專太郎、のむら せんたろう、1901年（明治34年）2月7日 - 1991年（平成3年）10月5日）は、大正から昭和期の実業家、政治家。衆議院議員。

## 経歴
東京府出身。1917年（大正6年）中央工学校建築高等科を卒業した。
1939年（昭和14年）野村組を設立して社長に就任し、終戦直後の混乱期に新宿で隆盛を誇った尾津喜之助とは深いつながりがあったとされる。1975年（昭和50年）小田急建設会長、1981年（昭和56年）同取締役相談役に就任。その他、東京土木建築業組合副理事長、京西信用組合長（現東京信用金庫）、東横運動施設取締役、東京製氷取締役、新日本興業取締役、学校法人中央工学校理事長などを務め、ワシントンホテルの経営を行った。
政界では、淀橋区会議員、同議長、東京市会議員、東京都議会議員を務めた。1949年（昭和24年）1月の第24回衆議院議員総選挙で東京都第1区から民主自由党公認で出馬して当選し、衆議院議員に1期在任した。その後、第27回総選挙まで連続3回立候補したがいずれも次点で落選した。墓所は多磨霊園。

## その他
新宿ワシントンホテルの敷地内にある新宿韋駄天尊には野村夫妻の銅像がある。

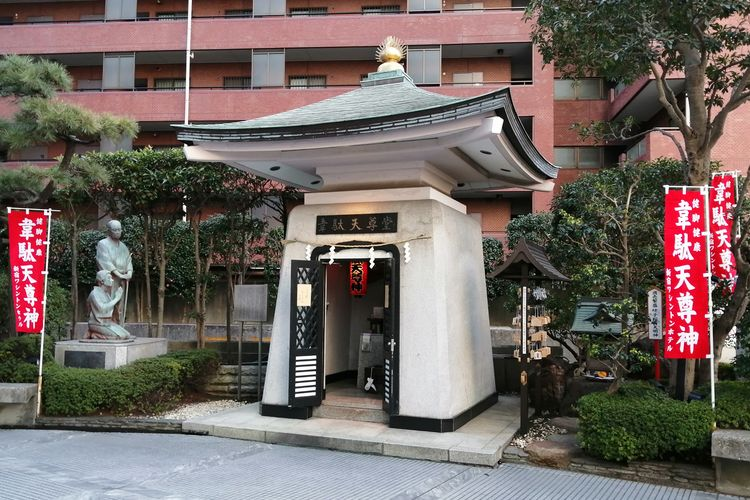
新宿韋駄天尊（左に夫妻の銅像）